# Micromus igorotus
Micromus igorotus is een insect uit de familie van de bruine gaasvliegen (Hemerobiidae), die tot de orde netvleugeligen (Neuroptera) behoort. 
Micromus igorotus is voor het eerst wetenschappelijk beschreven door Banks in 1920.